# Đồng Than
Đồng Than là một xã thuộc huyện Yên Mỹ, tỉnh Hưng Yên, Việt Nam.

## Địa lý
Xã Đồng Than có vị trí địa lý:
- Phía đông giáp xã Ngọc Long và xã Thanh Long
- Phía tây giáp huyện Văn Giang
- Phía nam giáp xã Hoàn Long và xã Yên Phú
- Phía bắc giáp xã Giai Phạm.

Xã Đồng Than có diện tích 8,67 km², dân số năm 2019 là 12.035 người, mật độ dân số đạt 1.389 người/km².

## Lịch sử
Trước đây, xã Đồng Than thuộc huyện Mỹ Văn cũ.
Ngày 24 tháng 7 năm 1999, Chính phủ ban hành Nghị định 60/1999/NĐ-CP về việc chuyển xã Đồng Than thuộc huyện Mỹ Văn cũ về huyện Yên Mỹ mới tái lập quản lý.
Ngày 1 tháng 7 năm 2025 xác nhập với xã 
Hoàn long